# Chonburi Bluewave Futsal Club
Der Chonburi Bluewave Futsal Club (Thai:สโมสรฟุตซอลชลบุรี บลูเวฟรี) ist ein 2006 gegründeter professioneller thailändischer Futsalverein aus Chonburi, der in der Thailand Futsal League, der höchsten thailändischen Spielklasse, spielt.

## Erfolge

### National
- Thailändischer Meister: 2006, 2009, 2010, 2012, 2013, 2014, 2015, 2016, 2017, 2020, 2021
- Thailändischer Vizemeister: 2007, 2018, 2019
- Thailändischer Pokalsieger: 2010, 2012, 2014, 2015, 2019

### International
- AFC Futsal Klub-Meisterschaft: 2013, 2017

## Auszeichnungen
AFC Futsal Team des Jahres: 2013

## Stadion

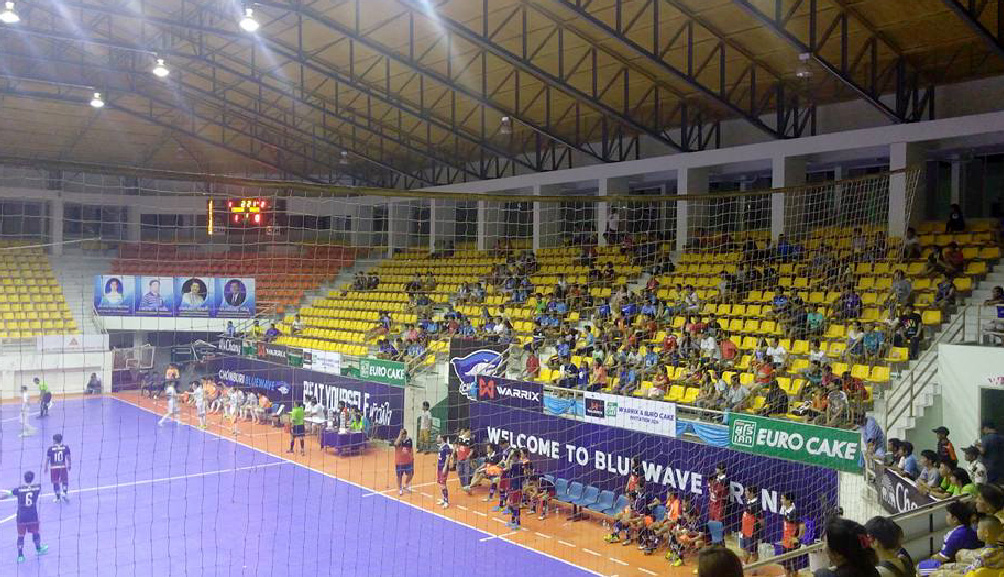
Bluewave Arena

Der Verein trägt seine Heimspiele in der Bluewave Arena in Chonburi aus. Die Halle hat ein Fassungsvermögen von 3000 Personen.
Koordinaten: 13° 21′ 52,6″ N, 100° 58′ 48,2″ O

## Erläuterungen / Einzelnachweise
1. ↑  AFC Futsal Team of the Year: Chonburi Bluewave, 26. November 2013. In: the-afc.com (englisch). Abgerufen am 31. März 2023.